# 미술시장

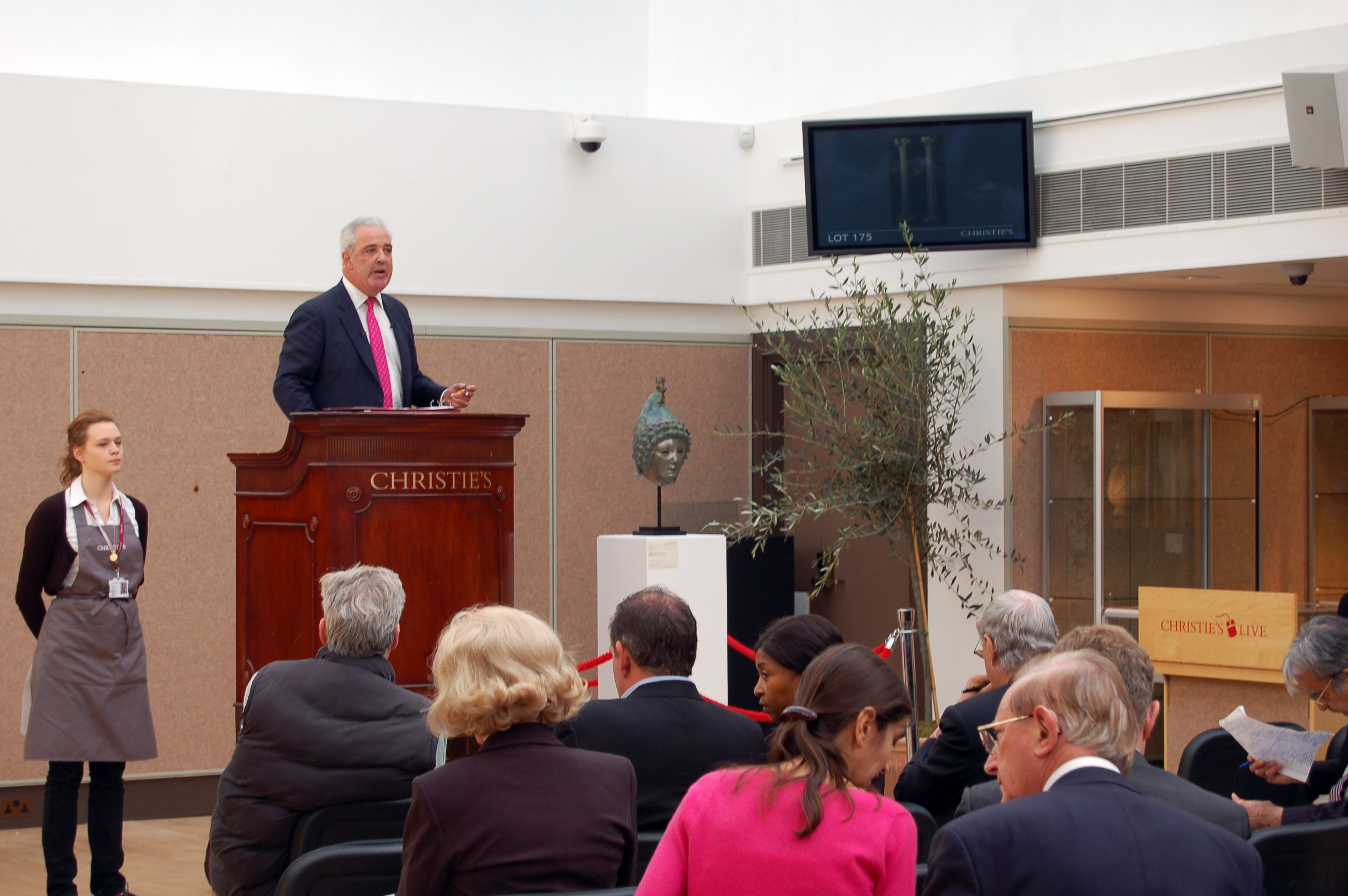
크리스티 경매장에 출품된 크로즈비 가렛 헬멧

미술시장은 미술품이 거래되는 시장이다. 다른 시장과 마찬가지로 공급자와 소비자 그리고 유통 구조를 생각할 수 있으며 창작자(작가)의 작품을 거래하는 유통자와 작품을 구매하는 구매자(컬렉터)를 축으로 굴러간다.
작가가 직접 개인전을 열고 작품을 판매하는 경우도 있지만 현대의 미술시장은 일반적으로 유통자를 통해 작품이 거래된다. 유통망은 작가로부터 직접 작품을 구매하는 1차 시장과 소장되었던 작품이 다시 판매되는 2차 시장으로 구분된다. 1차 시장은 갤러리를 주축으로 아트딜러를 통한 거래, 갤러리들이 연합하여 행사를 갖는 아트페어를 통한 거래 등이 이루어지고, 2차 시장은 아트옥션을 중심으로 이루어진다. 아트딜러나 아트페어도 재판매를 하기 때문에 2차 시장에 관여하고 있다.
미술품의 가격은 다른 재화나 용역과는 다른 기준에서 매겨진다. 기본적으로는 미술시장도 수요와 공급의 영향이 작용한다고 할 수 있지만, 인상파나 표현주의같이 미술사적으로 확립된 현대 이전의 작품들은 어지간해서는 시장에 나오지 않기 때문에 상상을 초월하는 가격에 거래되곤 한다. 예를 들어 1987년 일본의 야스다해상화재보험은 빈센트 반 고흐의 해바라기 그림 한 점을 3,900만 달러에 구매한 바 있다. 한편 작가 대부분이 생존해 있는 현대 미술의 경우엔 보다 복잡한 가격 결정 구조가 작동한다. 갤러리나 아트딜러는 유망한 젊은 작가를 발굴하여 브랜드화 하고 그의 작품이 계속하여 높은 가격을 갱신하도록 적극적으로 개입한다. 데이미언 허스트의 상어 박제 작품인 《살아있는 자의 마음속에 존재하는 죽음의 물리적 불가능성》은 세계적으로 유명한 아트딜러인 찰스 사치의 적극적인 개입 아래 제작되었다.:28-33:53-54:78-80:83-89 갤러리는 이러한 브랜드화를 위해 작가와 전속 계약을 맺기도 한다.:78-79
언론은 종종 미술시장을 미술적 가치보다는 투자적 가치를 중심으로 보도하기도 한다.

## 현대 미술시장의 구조
미술계란 말이 비평가, 큐레이터, 작가 등 상업적인 활동에 직접적으로 연루되지 않은 사람들까지 포함하는 광의의 의미라면, 미술시장은 미술작품을 사고 파는 사람들 즉 아트딜러, 아트컬렉터, 옥션 하우스에 한정된다. 미술시장을 이해하려면 미술작품이 어떻게 유통되며, 어떻게 비평적으로 가치를 인정받고 또한 어떻게 사람들에게 노출되는지, 어떻게 마케팅되고 판매되고 컬렉션되는지를 알아야 한다. 현대에는 "위대한 작품은 탄생하는 것이 아니라 인위적으로 만들어지는 것"이라는 말이 있으며, 그것이 미술시장이 하는 일이다.:12-24
현대적 개념의 상업갤러리와 아트딜러들이 등장하기 시작한 것은 18세기 프랑스 혁명 때 왕정이 무너지고 부르주아들이 새로운 예술의 수요 계층, 즉 취향 계층으로 등장한 때부터다. 당시의 아트딜러들은 특정 작가의 후원자에 가까웠고, 그들의 작품을 사 모으는 컬렉터로 활동했으며, 나중에 미술관이 형성될 때에는 자신의 컬렉터를 기부함으로써 근대미술의 흐름을 좌지우지했다.
하지만 현대미술로 넘어 와서는 후원자와 컬렉터와 아트딜러와 갤러리스트 혹은 큐레이터의 역할이 차츰 구분되기 시작했다. 미술시장의 형태는 계속해서 변화 및 진화해왔다. 현재는 매매단계에 따라 작가의 신작 혹은 처음 유통되는 작품을 거래하느냐, 이미 거래가 일어난 작품을 재거래하느냐에 따라 1차 시장과 2차 시장으로 나누는 것이 정설이며, 1차 시장은 작가가 직접적으로 거래에 참여하는 시장으로 갤러리와 딜러 그리고 그들이 참여하는 아트페어가 속하고, 2차 시장은 작가가 아닌 컬렉터가 거래에 참여하는 시장으로 옥션이 있다. 하지만 점점 더 1차와 2차 시장이 혼용되고 있어 복잡한 양상이 벌어지고 있다. 갤러리가 전략적으로 작가의 신작이나 구작을 경매에 내놓는 경우도 생기고, 작가가 직접 자신의 주요 작품을 경매에 내놓는 이례적인 일도 생긴다.
현재는 미국, 중국, 영국이 세계 미술시장의 80% 이상을 점유하고 있다. 다국적 갤러리들은 뉴욕과 런던, 그리고 홍콩으로 진출하는 것이 공식처럼 되어 있다.

### 갤러리
갤러리라 하면 비영리기관인 미술관과 달리 상업 화랑을 말한다. 판매를 위해 미술품을 진열하고 전시하는 장소를 가리킨다. 작가의 작품을 고객과 연결하는 다리 역할을 하는 업체로, 주요 업무는 작품 유통(미술관 컬렉션 제안, 컬렉션 관리, 아트페어 참여 등), 전시 기획, 작가 매니지먼트(프로모션, 발굴), 고객 관리(갤러리가 보유한 개인, 기업, 기관 등의 컬렉터 관리)라고 할 수 있다. 전속작가 계약을 맺어 작가를 관리하는 갤러리들이 점점 많아지고 있는데 작가의 작품을 중개한 뒤 갤러리는 작품 가격의 절반에 달하는 수수료를 받는다. 보통 작가의 작품을 구입하여 직접 판매하거나 컬렉터의 작품을 위탁판매하고, 아트컨설팅 업무도 수행한다. 과거에는 화랑이라는 말을 주로 썼으나 최근에는 갤러리로 통용되고 있고, 화랑이라는 말은 거의 쓰지 않는다.

### 아트페어
아트페어는 화랑이나 화상, 컬렉터 및 미술관계자들의 거래의 장으로, 화랑들의 협력에 의해 구축된다. 다수의 화랑을 모집하여 전시부스를 대여하여 작품매매 시장을 형성하는 것을 주 기능으로 삼는다. 1966년 쾰른 아트페어, 1970년 바젤 아트페어가 문을 연 것을 시점으로 해서 신생 아트페어가 계속 생겨났고, 오늘날 글로벌 미술은 1년 내내 열리는 글로벌 아트페어들의 일정으로 빡빡하게 채워져 있다. 현대미술에 미치는 영향력 측면에서 가장 대표적인 아트페어는 바젤 아트페어이다. 바젤 아트페어의 참여는 곧 그 자체로 상업적 가치를 담보하는 것이다. 최근에는 아트페어가 점점 더 미술관의 역할을 대리하고 있다는 인상을 심고 있으며, 단순히 상품들의 공간이 아니라 문화가 숨쉬는 공간이라는 이미지를 획득하려고 노력하는 모습을 보인다. 미술사가 심상용은, 그것은 경매사나 다른 아트페어들과 경쟁적으로 벌이는 헤게모니 쟁탈전일 뿐이라고 비평하며, 미적 권위를 확보하는 것이 그들에게는 이제 생사를 건 사안이 되고 있기 때문이라고 말한다. 그리고 물론 아트페어의 미적 권위를 공고히 하는 데는 저널들의 역할이 지대하다. 저널들은 '한시적으로 열리는 매우 아름다운 미술관', '모든 취향들에 대한 답이 있는 곳' 등으로 선전한다. 그 미적 권위는 유명 파워 인사들을 동원하는 능력으로 확보되며, 방문한 거물급 인사들의 권위가 시장성 확보의 수단이 되며 동시에 그 보증이 미적 수준을 결정한다. 이러한 상황에서 아마추어와 컬렉터들은 이 방대하게 조직된 페어들이 내놓는 결과들에 기대어 미술의 추이를 파악하고 전망을 가늠한다.

### 아트옥션
경매회사를 말한다. 경매를 통해 미술작품을 판매하는 곳으로, 작품의 소유자에게 위탁을 받아 판매를 매개한다. 옥션은 아티스트를 다루지 않고 작품만 다루며, 옥션에서는 작품을 ‘재산' ‘자산' ‘품목' 등으로 묘사한다. 작품의 미학적 가치를 비평적으로 따지지 않고 산술적으로 바라본다. 작가의 브랜드를 한눈에 알 수 있는 시그니처 스타일이 드러난 초기 작품에 집착하고, 공급이 제한적인 작고 작가의 작품을 주로 다룬다. 아무런 데이터가 없는 상태에서는 작가를 마케팅할 전문성도 없고 시간적 여유도 없으며, 생존 작가들의 작품은 예측 불확실성이 크기 때문에 데이터를 중심으로 움직이는 옥션 하우스가 접근하기 어렵다. 따라서 경매사들 사이에서는 태어난지 2년이 안 된 작품은 팔려는 시도도 말라는 불문율이 있다. 물론 1차 시장을 관장하는 갤러리 딜러들의 영역을 침범하지 않기 위한 것이기도 하다.:31-32

### 개인 딜러
미술관이나 갤러리와 상관없이 독립적으로 미술작품을 사고 파는 회사나 개인을 말한다. 예술 상인 혹은 화상이라는 직역 대신 한국에서도 아트딜러라는 영어를 그대로 쓴다. 갤러리스트와 구분해서 2차 시장에서 미술작품을 거래하는 사람들을 가리키는 말로 주로 쓰인다.
아트딜러는 상인이기 때문에 미술계의 비즈니스 측면을 잘 이해하고 있어야 하고, 시장의 동향을 읽어 사람들이 사고 싶어하는 미술 스타일 재빨리 파악할 줄 알아야 한다. 주목하고 있는 미술작품을 얼마에 사야 하는지 금액 결정도 잘 할 수 있어야 하고, 그것을 재판매하는 가격도 빠르게 추정해야 한다. 새로운 작가를 홍보해서 그 작가의 작품 시장을 창출하는 일도 한다. 2차 시장에 돌아다니는 위작의 위험에 늘 놓여 있기 때문에 위작을 알아보는 눈과 작가와 작품에 대한 풍부한 지식도 필요하다.

### 유관 기관 및 행사

#### 공공미술관
박물관 및 미술관 진흥법에 따라 시설, 인원, 소장품을 관련법에 맞추어 지방자치단체에 등록해서 신청 인가를 받아야 하는 공공기관이다. 자체적으로 일정량의 소장품을 가지고 있어야 하며, 일정기간 공공성이 있는 기획 전시를 해야 한다. 아트 딜러가 운영하는 상업 갤러리와 달리 전시된 품목을 판매할 수 없다. 특정한 사업 목적에 따라 작품을 구입하여 사업을 할 수는 있다. 소장품들은 공개 또는 개인 소유권에 속할 수 있으며, 모든 사람이 접근할 수 있거나 그렇지 못하도록 제재를 가할 수 있다. 미술관은 주로 시각 예술에만 관심이 있지만, 다른 문화 예술과도 교류하면서 다양한 예술 활동을 프로그램으로 제공하고 아카데미를 만들어 다양한 교육도 행하며 문화의 중심지 역할로 변모해가고 있다. 근래에는 대기업에서 문화 마케팅과 제2의 목적을 갖고 미술관을 설립해 운영에 적극적으로 나서고 있다.
과거에는 현재진행 중인 미술의 경향을 독해·해석하고, 작가와 작품의 가치를 논하는 역할은 공공미술관이 담당했다. 하지만 미술시장이 글로벌하게 커지면서 미술관의 역할은 축소되면서 동시에 변화되었다. 과거에도 시장의 영향력이 미치지 않았던 것은 아니지만 대체로 제한적이었으며, 그 과정에 시장보다는 미술사가와 비평가 혹은 학예연구원으로 불리던 미술관의 큐레이터 같은 전문가 충의 판단이 중요하게 작용했다. 하지만 오늘날 미술관과 비평 및 이론의 장이 가치의 모색과 형성의 장에 개입하는 계기는 현저하게 위축되었고 그것들과 시장의 균형은 깨졌다.

#### 비엔날레
2년마다 열리는 대규모 국제미술전람회를 말한다. 보통 독립 전시관과 가설 전시관을 설치하여 세계 각국의 최신 미술 경향을 소개하는 장의 역할을 담당한다. 하지만 실험성과 지역성, 젊은 미술가를 육성하려는 당초의 의도와 달리, 최근에는 상업성과 국가 경제와 문화 이미지의 측면에서 접근하려는 모습으로 바뀌어가고 있다. 냉전체제 붕괴, 문화행동의 글로벌화가 가속되면서 비엔날레는 세계로 가는 적극적 문화수단으로 인식되기 시작했고, 전세계적으로 그 확산속도가 빨라졌다.

## 유관 직업/역할

### 갤러리스트
상업 갤러리를 운영하고 있는 사람, 혹은 잠재적 구매자를 유인하기 위해 상업 갤러리나 기타 장소에서 작가의 작품을 전시하고 홍보하는 일을 하는 사람들을 가리킨다. 화랑을 운영하는 사장이나 딜러라고 하면 너무 상업적인 느낌이 나기 때문에 예술가 편에서 예술가를 위해 움직이는 사람처럼 보이기 위해 사람들이 선호하며 쓰게 된 신조어라고 할 수 있다. 딜러라는 말은 2차 시장에서 미술작품을 거래하는 사람들을 가리키는 말로 주로 쓰이며, 1차 시장에서 미술작품을 거래하는 사람들은 갤러리스트로 구분해 부르는 것이 보통이다. 현재 갤러리스트라 하면, 갤러리를 위해 일하는 큐레이터와 아트딜러 및 기타 직원 모두를 아우르는 말로 쓰인다.
갤러리스트들은 작가와 함께 작품 판매 가격을 같이 정하고, 작가의 작품 주제나 방향에 대해 의견을 나누고 또한 그에 영향을 미치며, 작가를 선보일 자체 전시를 기획하고 외부 전시를 섭외하고, 국내외 미술관, 기관, 갤러리, 기획자 등에게 작가를 프로모션하는 전략을 세우는 등 작가와 긴밀한 관계를 유지한다. 갤러리 없이 직접 자신을 홍보하고 전시나 프로젝트 혹은 커미션 제안을 받는 작가도 많지만, 갤러리는 작가의 인지도를 끌어올리고 유지하기 위해 다양한 전략을 펼친다.

### 컬렉터
예술에 대한 열정을 가진 투자자로, 미술품을 수집·보존하고, 트렌드를 만드는 미술시장의 중심축으로 작용한다. 현대미술시장에서 플리퍼(Flipper)라고 불리는 단타 매매자와 구별되는 그들의 특징은 작품의 가치가 높아졌다는 이유로 되파는 경우를 거의 찾아보기 힘들다는 것이다. 진정한 컬렉터는 르네상스 시대의 메디치 가문과 같이 예술 후원자로 기능하며, 자신의 컬렉션을 미술관에 기증하는 경우가 많다.

### 커미셔너
큐레이터와 거의 구분이 되지 않으나 정부가 임명한 역할을 가리킬 때 쓰인다. 보통 비엔날레에서 자국의 전시관 전체를 책임지고 대표할 참여작가를 결정하고 홍보하는 일을 담당하는 사람을 그렇게 부른다.

### 큐레이터
박물관과 미술관에서 소장품을 기록 관리하거나 감독하는 사람을 일컫는 말로 만들어진 용어다. 미술관에서 전시를 기획하고 운영하며, 변화하는 미술사를 연구하고, 그것을 바탕으로 미술관에서 소장해야 할 작품을 결정하고 수집하는 일을 담당하는 사람을 일컫는다. 또한 미술관에서 다루고 있는 전시와 미술을 일반에게 보다 쉽게 전달하고 매개하는 프로그램을 기획하는 미술관 에듀케이터의 역할까지 담당한다.
미술관이나 박물관 뿐 아니라 상업 기관인 갤러리나 아트페어 등에서 비슷한 일을 하는 사람들도 큐레이터라고 부른다.

### 미술품 감정사
미술작품의 진품 여부와 가치를 감정하고 평가하는 사람을 말한다. 크게 ‘진위감정’과 ‘시가감정’이라는 두 가지 역할을 맡는다. 우리나라에는 아직까지 공식적인 개인 감정사 제도는 없고 감정 능력이 있다고 판단되는 사람들이 공동으로 참여하는 감정 단체만 존재할 뿐이다. 하지만 국내에서 2005년 박수근의 <빨래터> 사건, 2016년 다시 붉어진 천경자의 <미인도> 사건, 이우환 사건 등과 같은 위작 사건 및 진위 논란으로 미술계가 휘청이자 문화체육관광부가 개입을 시작했고, 2020년부터 미술품의 가치를 매기고 진위를 감정하는 미술품감정사에 대한 국가자격시험 제도를 시행하려고 검토 중이다.

### 경매사
옥션에서 경매를 진행하는 사람을 말한다. 사전에 그 날 경매에 나올 작품의 숫자와 품목을 확인하고, 작품의 상태가 어떤지, 보수나 복원이 필요한지 등 고객의 다양한 요구에 응할 수 있는 정보를 확보해놓는다. 보통 경매사들은 옥션 응찰자 대부분을 개인적으로 이미 알고 있으며, 그들의 옥션 노트에는 어떤 컬렉터가 어디에 앉아 있는지, 그 중 누가 응찰 가능성이 높은지, 그 사람이 공격적 성향인지, 낮은 가격을 노리는 ‘주워 먹기' 유형인지 등이 적혀 있다. 부재 응찰자들이 낙찰받아 간 비율, 내정가, 낙찰이 되든 안 되든 각 작품의 위탁자에게 주기로 약속한 보장 금액인 개런티도 전체 품목의 40% 정도에 대해 적어둔다. 경매회사에서는 경매 장면을 비디오로 촬영해서 경매사에게 보여주어 과장된 몸짓이나 매너리즘 및 목소리와 표정들을 수정하게 시키기도 한다.:31

### 아카이비스트
아카이비스트는 장기적인 가치를 지닌 것으로 판단되는 기록 및 자료에 대한 평가, 수집, 조직, 보존, 관리 및 유지 보수를 담당하는 정보 전문가를 말한다. 미술 관련해서는 작가의 소장작품과 그 목록 및 온갖 관련 자료(편지, 일기, 메모, 기타 문서, 소리나 영상 파일, 사진 및 각종 디지털 파일 등)을 담당하는 사람을 아카이비스트라고 하고, 미술관 등의 기관에서 소장품 및 기관의 역사기록 자료를 담당하는 사람도 그렇게 불린다.

## 규모
전 세계 미술시장의 규모는 2017년 결산을 기준으로 63억 7천만 달러 정도이다. 거래 규모가 가장 큰 국가는 미국이고 그 다음은 중국이다. 영국은 2위 자리에서 밀려났다. 2010년대 동안 미술품 거래 규모는 꾸준한 상승세에 있으며 2017년 성장율은 12%에 달한다. 미술시장을 분석한 경제학자 클레어 맥앤드류는 중국의 미술품 수요가 시장 성장을 이끌었으며 영국은 브렉시트의 여파로 주춤하고 있다고 보았다.
대한민국의 미술시장 역시 2010년대에 꾸준한 상승세를 이어가고 있으며 2017년 성장율은 전년대비 24.7%로 관련 통계가 작성되기 시작한 2008년 이래 최고치를 기록하였다. 2017년 대한민국의 미술시장 규모는 4,942억 원이다.

## 암시장

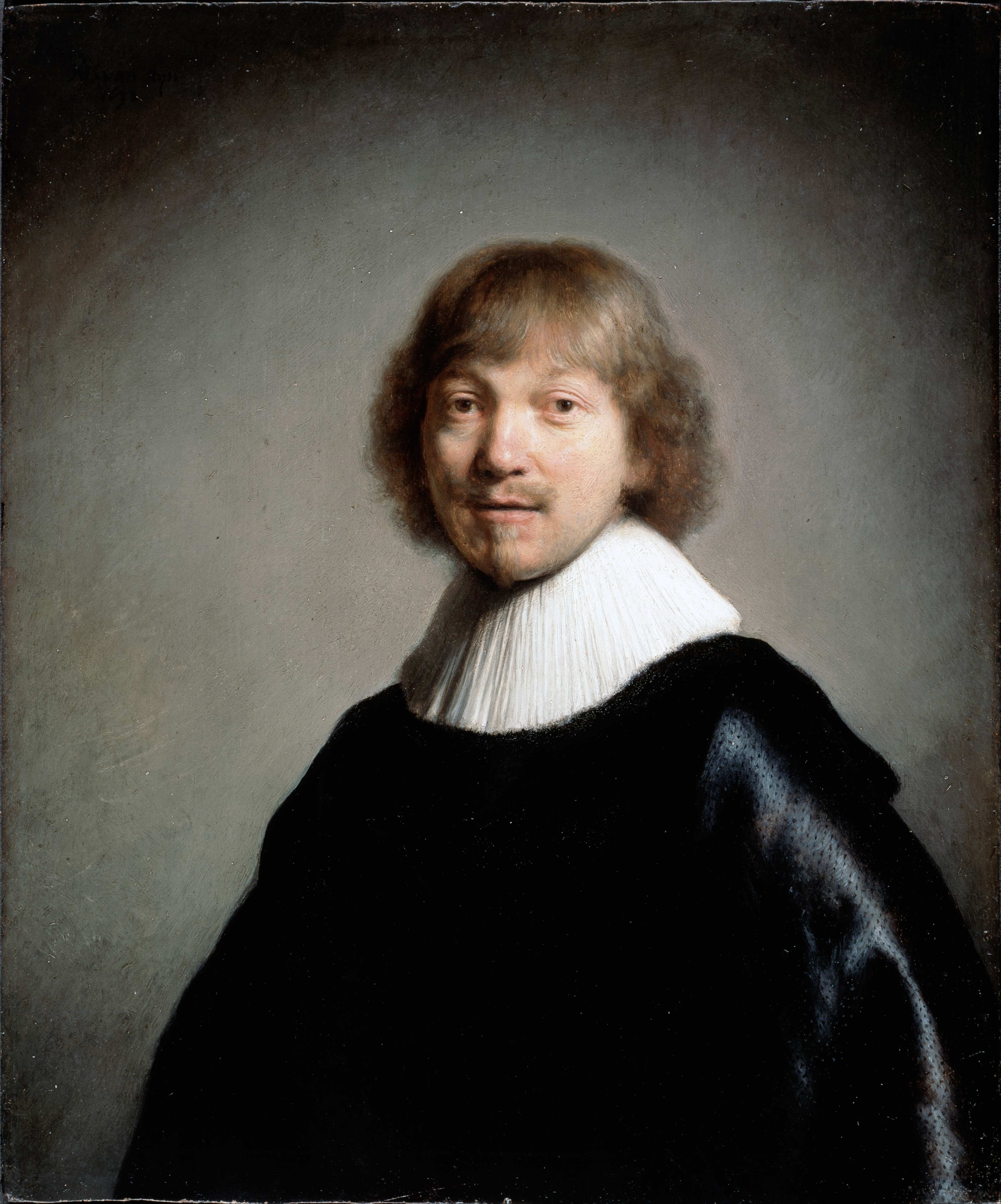
야코프 데 헤인 3세의 초상. 4번의 도난 경력이 있다.

미술시장은 여러 종류의 암시장이 형성되어 있는 곳이기도 하다. 각종 위작 시비로도 몸살을 앓고 있다. 천경자의 《미인도》 위작 시비는 미술시장 자체의 불투명성 때문이라는 지적이 있다. 미술품 절도 역시 여전히 미술시장과 얽혀있다. 렘브란트의 《야코프 데 헤인 3세의 초상》은 가장 많은 도난을 당한 미술품 가운데 하나이다. 조슈아 넬먼은 《사라진 그림들의 인터뷰》에서 미술품 절도와 암시장은 미술시장의 비밀주의에도 원인이 있다고 비판한다.

## 경제 모형
미술시장은 고전경제학의 수요와 공급 이외에도 수 많은 다른 요소가 개입하는 혼합성을 보인다. 재판매를 고려한 작품의 구매는 예측시장 모형에 가깝다. 즉 작품의 현재 가치보다 미래의 가치가 더 클것이라는 기대가 구매를 촉진한다. 미술시장은 개인간 거래 역시 큰 규모로 이루어지는 곳이고 이러한 데이터는 공개되지 않기 때문에 불확실성이 크다. 게다가 상장된 기업이 구매를 하는 경우마저도 탈세와 같은 시장 외적인 요소가 개입하고 있어서 예측가능한 경제 모형을 세우기가 어렵다.
미술품의 가격을 결정하는 요인은 무엇보다 아트옥션의 낙찰가이다. 아트옥션의 낙찰가는 작가가 정하는 추정가에 작가에 대한 인지도, 시장의 트랜드와 같은 요소가 합쳐진다. 대한민국의 경우 갤러리의 영향력은 줄어드는 추세이고 이를 대신하여 아트옥션과 아트페어의 영향력이 증대하고 있다.

## 같이 보기
- 감정인